# Belgisch-Britse betrekkingen
De betrekkingen tussen België en het Verenigd Koninkrijk bestaan sinds België zich afscheurde van het Verenigd Koninkrijk der Nederlanden. De monarchen van beide landen behoren tot het huis Saksen-Coburg en Gotha.

## Landenvergelijking
|                 | België                   | Verenigd Koninkrijk                                  |
| --------------- | ------------------------ | ---------------------------------------------------- |
| Bevolking       | 11.720.716 (2020)        | 65.761.117 (2020)                                    |
| Oppervlakte     | 30.528 km²               | 242.495 km²                                          |
| Dichtheid       | 383,9/km² (2020)         | 271,2/km² (2020)                                     |
| Hoofdstad       | Brussel                  | Londen                                               |
| Regeringsvorm   | Federale monarchie       | Constitutionele monarchie - Parlementaire democratie |
| Officiële talen | Nederlands, Frans, Duits | o.a. Engels                                          |

## Geschiedenis
Gallia Belgica was rond het begin van de jaartelling de uitvalsbasis voor de Romeinse verovering van Britannia, eerst door Julius Caesar en keizer Tiberius en definitief door keizer Claudius. De Britse provincie werd in 286 onderdeel van een Gallo-Brits zeerijk bestuurd door de Menapiër Carausius. Deze admiraal was in opstand gekomen en had zich in Londen tot keizer laten kronen, maar hij werd verslagen in 293 en stierf als usurpator. Op Britse bodem bestond zijn rijk nog drie jaar.
Het ontstaan van het graafschap Vlaanderen had een Engelse connectie doordat Boudewijn met de IJzeren Arm gehuwd was met Judith van West-Francië, de voormalige koningin-gemalin van Wessex. Kort na de dood van Boudewijn in 879 vielen de Noormannen Vlaanderen binnen en vluchtte Judith met haar kinderen naar haar stiefzoon Alfred de Grote in Engeland. Ze liet de vijftienjarige graaf Boudewijn II trouwen met Ælfthryth, de jongste dochter van Alfred.
In de 10e eeuw had Engeland handel met het graafschap Vlaanderen. Vlamingen en Brabanders waren belangrijk in de Normandische verovering van Engeland (1066). De Vlaamse lakenindustrie hing voor een groot deel af van de invoer van Engelse wol. Door de Honderdjarige Oorlog tussen Engeland en Frankrijk raakten de economische belangen van Vlaanderen in conflict met de politieke aanhorigheid. Graaf Lodewijk van Nevers kwam zijn leenplicht tegenover Filips VI van Frankrijk na, maar werd buitenspel gezet door Jacob van Artevelde, die een voor een burger uitzonderlijke band had met koning Eduard III van Engeland.
In de 15e en 16e eeuw emigreerden veel vaklui en kunstenaars van de Nederlanden naar Engeland, zoals de textielarbeiders en glazeniers in Southwark. Tijdens de godsdiensttroebelen waren er calvinistische vluchtelingenkerken in Londen, Sandwich, Norwich en elders. Ze speelden een rol in de Beeldenstorm van 1566.
Het Verenigd Koninkrijk was een van de mogendheden die in 1814 de Acht Artikelen van Londen opstelde om de Belgische departementen in te delen bij het Verenigd Koninkrijk der Nederlanden. Na de Belgische Revolutie van 1830 erkende het Verenigd Koninkrijk enigszins schoorvoetend de onafhankelijkheid. In het Verdrag van Londen uit 1839 tekenden de Europese grootmachten voor de neutraliteit van België en Nederland. Toen België in de Eerste Wereldoorlog door Duitsland werd aangevallen, kwam het Verenigd Koninkrijk als garant van de neutraliteit ter hulp. De Rape of Belgium wekte veel sympathie op en talrijke vluchtelingen werden opgevangen over het Kanaal. Tijdens de Tweede Wereldoorlog waren beide landen opnieuw bondgenoten. De Regering-Pierlot V zetelde in Londen. België werd toen bevrijd door onder andere het Verenigd Koninkrijk.

## Transport
Elke dag rijdt de hogesnelheidstrein Eurostar frequent tussen Brussel en Londen.

## Samenwerking
Beide landen zijn lid van de Noord-Atlantische Verdragsorganisatie en de OVSE.

## Migratie
Er wonen zo'n 21.668 Belgen in het Verenigd Koninkrijk.